# Nutrigenomika
Nutrigenomika je vědní obor, který se zabývá úlohou jednotlivých složek výživy v projevech (expresi) genů. V praxi to znamená např. že vlivem vhodné stravy můžete ovlivnit charakter metabolismu vašeho těla.
Ke zkoumání se používají moderní genetické metody a odvozené obory (genomika, transkriptomika, proteomika atp.). Z dlouhodobého hlediska se nutrigenomika zabývá pochopením odpovědi organismu na přijímané látky (stravu) jako součást systémové biologie. Přínosem nutrigenomiky je předsudky nezatížený pohled na různé jedince (populace, subpopulace) dle jejich individuální genové dispozice (genotyp) a negenetických znaků (fenotyp) jako např. životní styl, typ stravy/diety, choroby a změněné stavy atp.
Moderní genomické technologie zahrnují širší pohled na lidské tělo a jeho genom. Věnují pozornost všem fázím přeměnových cyklů - zejména metabolických, kdy dochází ke zpracování vstupních látek (strava) na jednotlivé stavební prvky buněk. Nepostačuje pouhé sekvenování lidského genomu, ale i pochopení genových projevů v jednotlivých fázích přeměny látek v těle. V minulosti se studie zaměřovaly na několik málo dietních prvků, které zřetelně ovlivňovaly tělní procesy. Nyní je možno zkoumat procesy mnohem komplexněji a v přímé provázanosti na genetickou výbavu člověka.
Nejčastější chybou zveřejňovaných studií je opomenutí některých důležitých fenotypových faktorů či malá kohorta zkoumaných jedinců. Proto není každá publikovaná studie vhodná pro okamžité použití, ač bulvární média ráda využívají kontroverzních témat rozebíraných těmito výzkumy. Také teoretické prokázání vlivu chemické látky na buněčný proces neznamená vždy praktický nutriční přínos, při přijetí stejné látky do těla v běžné potravě (per os).